# Trolley Square
El Trolley Square es un centro comercial parcialmente cubierto situado en Salt Lake City, Utah, al oeste de los Estados Unidos. Se le considera un centro de alta gama de moda y es el segundo destino turístico más visitado en Salt Lake City, con un 30% de sus clientes que vienen de fuera del estado. El complejo se encuentra muy cerca del centro Salt Lake City y el sistema de tren ligero TRAX UTA.